# TEG
TEG o Plan Táctico y Estratégico de la Guerra (su nombre completo) es un juego de mesa argentino, lanzado originalmente en marzo de 1976 por Yetem. Plantea un conflicto bélico que ocurre sobre un planisferio dividido en 50 países, planteados en tarjetas, elegidos al azar. Al comienzo de la partida se reparte entre los jugadores todos los países, que son ocupados con fichas del color asignado a cada jugador.
Todos los participantes tienen un objetivo secreto a cumplir, asignado por azar y desconocido por el resto de los jugadores. A la vez existe un objetivo general, común para todos los jugadores, consistente en ocupar 30 países. El jugador que primero logre cumplir su objetivo secreto o el objetivo común, será el ganador del juego.
Está basado en las reglas del clásico y popular juego Risk, pero con la adición de objetivos secretos.
Existe una versión descargable para Windows del juego, esta versión permite jugar hasta 6 jugadores a la vez. Se llama Teg Online y existe una liga en Argentina que creo un torneo para jugar exclusivamente por ese medio, la SuperLigadeTeg.

## Diferencias con Risk
- Varía la regla de colocación de ejércitos. En este juego, el jugador dispone de tantas fichas o ejércitos para colocar durante su turno como la mitad del número de países que posee al iniciar la ronda (en caso de ser impar, se redondea hacia abajo).
- El sistema de combate con dados es de hasta 3 dados de ataque y de defensa, y en caso de empate gana la defensa. Este sistema, desde el punto de vista probabilístico, otorga ventajas a quien se defiende. En cambio, en Risk, el sistema es de 3 dados de ataque contra 2 de defensa; esto mejora las posibilidades de éxito a los jugadores ofensivos y también reduce el tiempo de la partida. (Por otro lado, en Risk, el empate también beneficia a la defensa; adicionalmente, quien se defiende puede elegir con cuántos dados se defiende, aunque esto permite al atacante reanudar con menores pérdidas de ejércitos.)
- Las cartas de países en ambos juegos tienen 3 símbolos. En el TEG, las figuras son globo, barco y cañón, y se logra acceder al canje si se combinan 3 símbolos iguales o distintos: las cifras del canje están determinadas en una tabla y el número de tropas canjeadas crece canje tras canje. En el Risk, si se combinan las 3 figuras distintas (infantería, caballería y artillería), se obtienen 10 ejércitos por canje, pero si se canjean 3 cartas con igual símbolo, de acuerdo a la importancia militar del símbolo, el número de tropas disminuye (artillería: 8 ejércitos, caballería: 6 ejércitos, e infantería: 4 ejércitos). Ha habido varias versiones del Risk: en algunas, todos los canjes van en aumento a medida que avanza el juego y dependen también de una tabla.

## Ediciones

### TEG
Creado en 1976, el juego está integrado por un tablero dividido en 50 países, seis cajas con fichas de diferentes colores, seis dados, 50 tarjetas de países que contienen dibujos de un galeón, un cañón, o un globo (hay 2 tarjetas que tienen las tres figuras juntas), 15 tarjetas de objetivos y el manual del juego.
En 2011 Yetem creó una Edición Tributo por los 35 años del juego, con un nuevo diseño.

#### Lista de objetivos
- Ocupar África, 5 países de América del Norte y 4 países de Europa.
- Ocupar América del Sur, 7 países de Europa y 3 países limítrofes entre sí en cualquier lugar del mapa.
- Ocupar Asia y 2 países de América del Sur.
- Ocupar Europa, 4 países de Asia y 2 países de América de Sur.
- Ocupar América del Norte, 2 países de Oceanía y 4 de Asia.
- Ocupar 2 países de Oceanía, 2 países de África, 2 países de América del Sur, 3 países de Europa, 4 de América del Norte y 3 de Asia (comúnmente conocida como “la receta”).
- Ocupar Oceanía, América del Norte y 2 países de Europa.
- Ocupar América del Sur, África y 5 países de América del Norte.
- Destruir el ejército azul de ser imposible al jugador de la derecha.
- Destruir al ejército rojo de ser imposible al jugador de la derecha.
- Destruir al ejército negro de ser imposible al jugador de la derecha.
- Destruir al ejército amarillo de ser imposible al jugador de la derecha.
- Destruir al ejército verde de ser imposible al jugador de la derecha.
- Destruir al ejército magenta de ser imposible al jugador de la derecha.
- Objetivo común: ocupar 30 países.

### TEG II
En 1982 el TEG II planteó una temática muy diferente de su predecesor, inspirada en la realidad de la época. Ambientado en la Guerra Fría, seis potencias se disputan el control del mundo en batallas en tierra o mar. Estas incluyen, además de los Estados Unidos y la Unión Soviética, a China, Japón, y los bloques de Europa Occidental y de Europa Oriental (esta última separada de la URSS). El tablero de juego consta de dos mapas que representan: uno al continente americano y el otro a África, Asia, Europa y Oceanía. Los tableros se utilizan alternativamente, salvo que participen de la partida 6 jugadores.
En este juego la mecánica del TEG original es reemplazada por mecanismos más complejos. El objetivo de la partida es obtener la mayor cantidad de puntos, luego de transcurridas una cierta cantidad de rondas de juego previamente pactadas. Cada jugador será responsable de construir su objetivo general de juego, el que se constituye de 5 órdenes abiertas o secretas (acordadas anteriormente) para «controlar», «intervenir» y «no intervenir» a los países tercermundistas y a los más relevantes mares y océanos del mundo.
El número de tropas que recibe cada jugador en una ronda no depende de la cantidad de países que ocupa un jugador, sino que, surge de la ubicación que este tiene en una tabla de posiciones que asciende o premia a los jugadores ofensivos exitosos brindándoles mayor capacidad militar y desciende o castiga a los conservadores y a quienes han sido derrotados en batalla, disminuyendo su capacidad de incorporar unidades.
Para resolver los conflictos armados, los tradicionales dados del juego original son reemplazados por «relojes de batalla», con los que el jugador decide cuántos ejércitos (hasta once) expondrá en grupos de tres combates simultáneos. Asimismo, el juego permite que cada jugador acceda durante la partida a disponer de un arma nuclear, más las que pueda obtener por ataque a otros jugadores que las posean. Estas armas sólo pueden ser lanzadas contra países del Tercer Mundo, ya que las grandes potencias no se pueden atacar mutuamente, como así tampoco ningún jugador puede colocar sus unidades militares en el territorio de una potencia (ya sea la potencia que él mismo representa u otra).
Cumplidas la cantidad de rondas que se pactaron para desarrollar la partida, se realiza el recuento final de puntos. Cada jugador debe demostrar si ha cumplido las órdenes que formaban su objetivo general, con cada orden cumplida el jugador suma puntos para sí, quien obtiene más puntos será el ganador.
El TEG II fue un intento por elevar el nivel de desafío y tensión, para quienes encontraban poco satisfactorio jugar el TEG original, minimizando el factor azar y la excesiva cantidad de reglas y elementos. El juego nunca logró una buena aceptación por parte del público, siendo finalmente discontinuada su producción.

### TEG: La Revancha
En 1995 se lanzó TEG: La Revancha, una versión mejorada del juego original que sigue las mismas reglas básicas del TEG original, pero adicionó 22 países, dos dados, misiles, 7 tarjetas de continente y 50 tarjetas de situación.
La incorporación de los misiles supone un nuevo planteo en la táctica habitual, consiguiéndose los mismos canjeando 6 ejércitos. Tienen la capacidad de destruir 3 ejércitos fronterizos automáticamente, pudiendo también atacar a países no limítrofes. Otra innovación es la incorporación de las tarjetas de situación, que generan en cada ronda una variación de las reglas habituales, como puede ser el ataque con cuatro dados en la situación de viento a favor, el descanso obligado o la prohibición de levantar tarjeta en la situación de crisis. 

#### Tarjetas de situación
- Combate clásico.
- Nieve.
- Viento a favor.
- Crisis.
- Refuerzos extra.
- Fronteras abiertas.
- Fronteras cerradas.
- Descanso (una por cada color).

#### Objetivos
- Ocupar Europa y América del Sur.
- Ocupar América del Norte, Oceanía y 5 países de África.
- Ocupar Asia y América Central.
- Ocupar América del Norte, 8 países de Asia y 4 de Europa.
- Ocupar 4 países de América del Norte, 4 de Europa, 4 de Asia, 3 de América del Sur, 3 de América Central 3 de África y 3 de Oceanía.
- Ocupar Oceanía, 6 países de Asia, 6 de África y 6 de América del Norte.
- Ocupar América Central, 6 países de América del Sur, 6 de Europa y 6 de Asia.
- Ocupar América del Sur, África y 8 países de Asia.
- Ocupar Oceanía, África , 4 países de América Central y 4 de Asia.
- Ocupar Europa, 4 países de Asia y 4 países de América del Sur.
- Ocupar África , 4 países de Europa, 4 países de Asia y 6 islas, repartidas en por lo menos tres continentes.
- Ocupar 35 países en cualquier lugar del mapa.
- Destruir al ejército Blanco; de no ser posible, al jugador de la derecha.
- Destruir al ejército Negro; de no ser posible, al jugador de la derecha.
- Destruir al ejército Rojo; de no ser posible, al jugador de la derecha.
- Destruir al ejército Azul; de no ser posible, al jugador de la derecha.
- Destruir al ejército Amarillo; de no ser posible, al jugador de la derecha.
- Destruir al ejército Verde; de no ser posible, al jugador de la derecha.
- Destruir al jugador de la izquierda.
- Objetivo común ocupar 45 países.

En 2011, en homenaje a los 35 años del juego original, la empresa argentina de juegos de mesa Yetem, lanzó una Edición Tributo de TEG La Revancha con un nuevo diseño.

### TEG de los Negocios
Yetem presentó en 2008 el TEG de los Negocios, que propone la simulación de los conflictos generados por la interacción de corporaciones que disputan el control de los factores de poder.
Cada jugador representa a una corporación e intenta hacer prevalecer sus intereses en la búsqueda de la supremacía mundial. Así, poseer el dominio, la preponderancia o la participación sobre esos factores en las distintas regiones del mundo otorgará a cada participante la posibilidad de ganar el juego a través de distintas estrategias que persiguen el cumplimiento de un objetivo previamente asignado. Estos pueden contemplar la concentración de íconos de factores de poder en un espacio territorial u obtener dominio, preponderancia y/o participación sobre alguno de estos factores en determinado lugar del mapa, como así también la eliminación de otros jugadores.
Para tales fines, las corporaciones tratarán de avanzar en el mapa en las denominadas rondas de control y demostrarán sus habilidades estratégicas en la restructuración financiera, para poder cumplir con su objetivo. Por ello, deberán administrar adecuadamente el recurso limitado con el que cuentan: el capital. Además, tendrán que tener en cuenta que el mercado financiero es el regulador natural de este recurso y representa el factor donde todas las corporaciones participan, pero ninguna domina totalmente, para obtener el control del mismo, debido a que es una de las alternativas que permite ganar el juego.

#### Objetivos corporativos
- Concentrar en cualquier continente 4 íconos de factores de poder.
- Ocupar 8 países de Europa y concentrar en Asia 3 íconos de factores de poder.
- Ocupar 8 países de Asia y concentrar en Europa 3 íconos de factores de poder.
- Ocupar América Central y concentrar en Oceanía 2 íconos de factores de poder.
- Ocupar América del Sur y concentrar en África 2 íconos de factores de poder.
- Ocupar África y concentrar en América del Sur 2 íconos de factores de poder.
- Ocupar Oceanía y concentrar en América Central 2 íconos de factores de poder.
- Ocupar 8 países de América del Norte y concentrar en otro continente 3 íconos de factores de poder.
- Ejercer dominio sobre 3 factores de poder al mismo tiempo.
- Ejercer dominio sobre 2 factores de poder y preponderancia sobre otros 2 al mismo tiempo.
- Ejercer dominio o preponderancia sobre 4 factores de poder al mismo tiempo.
- Eliminar a la corporación negra.
- Eliminar a la corporación blanca.
- Eliminar a la corporación magenta.
- Eliminar a la corporación amarilla.
- Eliminar a la corporación azul.
- Eliminar a la corporación verde.
- Eliminar a la corporación roja.
- Eliminar a la corporación naranja.
- Eliminar del juego a 2 corporaciones.

### TEG Independencia
Presentado en 2010, el juego recrea el mapa político latinoamericano a fines del siglo XVIII y principios del siglo XIX, reflejando los principales territorios de la época y las principales personalidades políticas.
El juego refleja el conflicto entre patriotas y realistas se enfrentan por la hegemonía en la América española. Los primeros representan a aquellos que estaban a favor de la independencia americana respecto del poder colonial. Los segundos, a los partidarios de mantener la soberanía de las autoridades coloniales y contrarios a la idea de independencia de los territorios americanos. Ganará aquel jugador, perteneciente a cualquiera de los dos bandos, que logre la hegemonía al finalizar un determinado número de rondas de juego. Para alcanzar esta supremacía, los participantes deberán ampliar sus territorios y ejércitos, lo que exigirá emprender ataques y bloqueos, defenderse de ataques adversarios, reagrupar y desplazar a sus ejércitos y líderes, jugar con efectividad sus tarjetas y responder correctamente preguntas sobre el proceso de emancipación americano.
Este juego, en cuyo diseño intervinieron muchos especialistas en la temática de Emancipación Latinoamericana, combina un juego de estrategia de guerra con una trivia.

### TEG Cartas
En 2012 Yetem presentó una versión del TEG original en formato cartas, sin tablero, destinado a partidas rápidas durante viajes. El mazo contiene 137 naipes y busca reflejar, de manera dinámica, las reglas del juego clásico.

### TEG Junior
En 2016 Yetem presentó el TEG Junior o TEG Jr, una versión del TEG acotada y adaptada para ser jugada por los más chicos.

## Versión móvil del TEG
En junio de 2013, la empresa Widow Games, en asociación con Yetem, lanzó la primera versión oficial y móvil del TEG las plataformas mayormente extendidas: iOS y Android.
Principales características:
- Dos Modalidades de juego: Objetivos Secretos o Dominación Mundial.
- Posibilidad de jugar solo desafiando a la inteligencia artificial.
- Multijugador: juega contra otras 5 personas, en el mismo dispositivo o en línea.